# 呉市立白岳中学校
呉市立白岳中学校（くれしりつしらたけちゅうがっこう）は、広島県呉市にある公立中学校。

## 沿革
沿革節の主要な出典は公式サイト
- 1984年（昭和59年）
  - 4月1日 : 開校。
  - 4月7日 : 開校式、校章制定。
- 1991年（平成3年）9月1日 : 下足棟内部改修工事完了。
- 1997年10月9日 : 職員室拡張工事および相談室設置工事完了。